# فرانسيس فولر فيكتور
فرانسيس فولر فيكتور (بالإنجليزية: Frances Fuller Victor)‏ (23 مايو 1826، رومي في الولايات المتحدة - 14 نوفمبر 1902، بورتلاند في الولايات المتحدة)؛ مؤرخة، كاتِبة، شاعرة وروائية أمريكية.

## روابط خارجية
- فرانسيس فولر فيكتور على موقع الموسوعة البريطانية (الإنجليزية)